# Imp

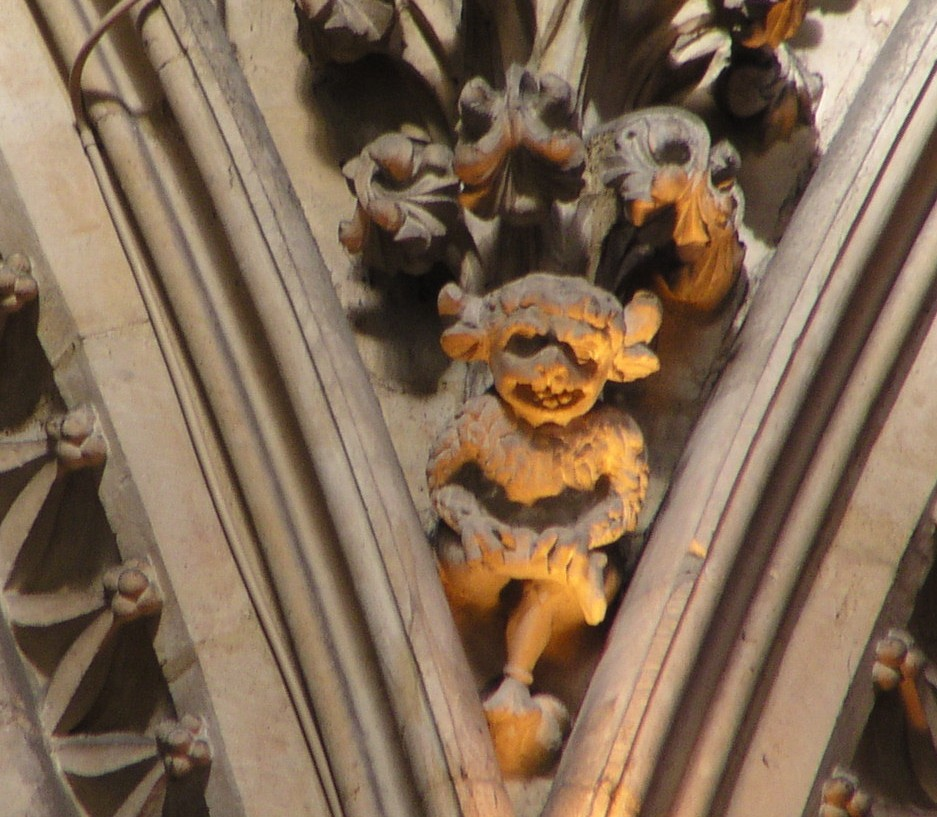
El diablillo de Lincoln.

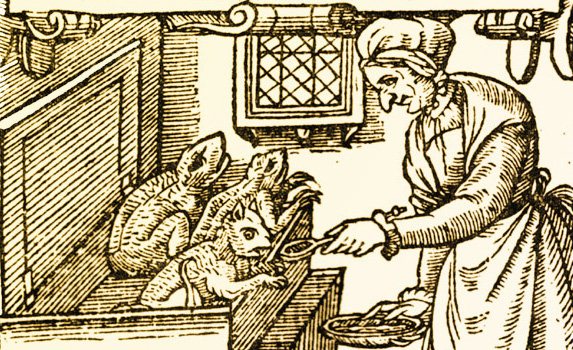
Antiguo grabado en madera mostrando una bruja alimentando a sus diablillos domésticos.

Un Diablillo (en inglés: Imp) es un ser mitológico similar a un extraterrestre, hada, gremlin, gnomo, hibagon o demonio, con frecuencia se describen en el folklore y la superstición. La palabra parece derivar del ympe, usado para describir un  árbol joven injertado.
Originario del folklore germánico, el diablillo era un pequeño demonio menor. También hay que señalar que los demonios en las leyendas germánicas no son necesariamente malignos. Los diablillos a menudo eran traviesos y no malos o perjudiciales, y en algunas regiones se les retrata como asistentes de los dioses.
Los diablillos se representan a menudo como criaturas pequeñas y no muy atractivas. Su comportamiento es descrito como salvaje e incontrolable, muy similar al de las hadas, y en algunas culturas se les consideraron los mismos seres, pues ambos comparten el mismo sentido del espíritu libre y disfrute de todas las cosas divertidas. Fue más tarde en la historia que la gente comenzó a asociar a las hadas como seres buenos y a los diablillos como seres malicioso y el mal. Sin embargo, ambas criaturas eran muy aficionadas a las bromas y engañar a la gente. La mayoría de las veces, las bromas eran divertidas e inofensivas, pero algunos podían llegar a ser perturbadoras y nocivas, tales como el cambio de los bebés o darles indicaciones a los viajeros que los llevarían por mal camino a lugares con los que no estaban familiarizados. Aunque los diablillos son a menudo considerados como inmortales, muchos pueblos del norte creían que podían ser dañados o perjudicados por determinadas armas y hechizos, o mantenerse fuera de los hogares por el uso de las cercas.
Los diablillos son retratados a menudo como criaturas solitarias siempre en busca de la atención humana. A menudo utilizan chistes y bromas como un medio para atraer la amistad humana, lo que a veces resulta contraproducente cuando la gente se cansa o molesta de los esfuerzos de los diablillos, que por lo general terminaban alejándose.
Incluso si el diablillos tuvo éxito en conseguir la amistad que buscaba, a menudo todavía juega bromas y chistes sobre su amigo, ya sea por aburrimiento o porque simplemente se trataba de la naturaleza del diablillo. Este rasgo dio paso a la utilización en inglés de la expresión "impish" (en español, "pícaro") para alguien que ama las bromas y los trucos. Al estar asociados con el infierno y el fuego, los diablillos obtienen un gran placer al jugar con altas temperaturas.
Por eso, llegó a creerse que el diablillo era una clase de espíritu familiar, siervos de brujas y hechiceros, donde los pequeños demonios servían como sus espías e informantes. Durante el tiempo de la caza de brujas, todo tipo de criaturas sobrenaturales como los diablillos fueron buscados como prueba de brujería, aunque a menudo el llamado "diablillo" era típicamente un gato negro, lagartija, sapo o alguna otra forma de mascota fuera de lo común.
Se dice que los diablillos se encuentran "enlazados" o vinculados con algún tipo de objeto, tal como una espada o bola de cristal; similar a otros seres como los genios amarrados a su lámpara. En otros casos, los diablillos se mantenían simplemente en un objeto determinado y se les convocaba solo cuando sus amos tenían necesidad de ellos. Algunos incluso tenían la capacidad de conceder deseos de los propietarios, como un genio. Este fue el objeto de la historia de 1891, El diablo de la botella de Robert Louis Stevenson, que hablaba de un duende contenido en una botella que otorgaría al dueño todos sus deseos, la trampa es que el alma del dueño sería enviada al infierno si no vendía la botella a un nuevo dueño antes de su muerte.
Los diablillos se puede encontrar en el arte y la arquitectura en todo el mundo germánico y anglosajón, por lo general cuidadosa y hábilmente ocultos bajo el alero de una iglesia o en el pie de una copa de cerámica, por lo que solo pueden ser encontrados por el más interesado y hábil observador.
Los diablillos suelen ser descritos desde la Edad Media como espíritus malignos o demonios. Con frecuencia aparecen en los cuentos infantiles como 'Silvia' a la que sigue un diablillo negro. Siempre cambia de forma, por lo que la gente no sabe cómo son realmente.
También se les representa como siervos de hadas y otros seres mágicos, como los magos. Debido a esta razón, se utilizan comúnmente en los juegos de rol como subordinados.
En el ánime japonés Digimon Tamers es representado por Impmon. Hay una serie animada de cortos con el mismo nombre: "IMP", cuyo protagonista es un diablillo que intenta llenar el mundo de caos y maldad pero que no sabe cómo hacerlo. En la serie de animación independiente Helluva Boss varios diablillos son protagonistas y tienen una agencia llamada de la misma manera: IMP.